# Arka, Madžarska
Arka je vas na Madžarskem, ki upravno spada pod podregijo  Županije Borsod-Abaúj-Zemplén.